# Hiệp hội bóng đá Quần đảo Cook
Hiệp hội bóng đá Quần đảo Cook (tiếng Anh: Cook Islands Football Association) là tổ chức quản lý, điều hành các hoạt động bóng đá ở nước Quần đảo Cook. Hiệp hội quản lý đội tuyển bóng đá quốc gia nam và nữ, tổ chức các giải bóng đá như vô địch quốc gia và cúp quốc gia. Hiệp hội bóng đá Quần đảo Cook gia nhập FIFA và OFC năm 1994.